# 茹阿图巴
茹阿图巴是巴西米纳斯吉拉斯州的一个市镇。总面积96.789平方公里，总人口19528人，人口密度201.8人/平方公里。